# Hermione Corfield
Hermione Corfield est une actrice anglaise, née le 19 décembre 1993 à Londres. Elle a joué dans des films tels que Mission impossible : Rogue Nation (2015), Mr. Holmes (2015), Orgueil et Préjugés et Zombies (2016), XXX: Reactivated (2017) et Le Roi Arthur : La Légende d'Excalibur (2017).

## Jeunesse
Hermione Isla Conyngham Corfield est née à Londres, c'est la fille de Richard Corfield et d'Emma Willis,. Elle a deux frères et sœurs : Isadora et Kai Corfield. Hermione a étudié à la Downe House School à Cold Ash, un village près de Newbury. Elle a étudié la littérature anglaise à l'University College de Londres avant de prendre des cours d'art dramatique au Lee Strasberg Theatre et Film Institute à New York.

## Carrière
Elle fait ses débuts au cinéma en 2014 avec Colton's Big Night, un segment du film 50 Kisses, réalisé par Sebastian Solberg, où elle joue un personnage nommé Anna. En 2015, elle est apparue dans Mission impossible : Rogue Nation face à Tom Cruise, et dans Mr. Holmes aux côtés de Ian McKellen et Laura Linney. Elle a également travaillé avec Penélope Cruz dans une campagne de publicité pour Schweppes. En 2014, elle a joué le rôle de Gabrielle Givens dans Fallen de Scott Hicks. En 2016, elle est apparue dans Orgueil et Préjugés et Zombies dans le rôle de Cassandra. En 2017, elle est apparue dans le film xXx: Reactivated aux côtés de Vin Diesel. Elle a également joué dans le drame d'ITV The Halcyon dans le rôle d'Emma Garland.
En 2017, Hermione apparaît dans Le Roi Arthur : La Légende d'Excalibur de Guy Ritchie et dans Bees Make Honey (en) où elle tient la vedette aux côtés d'Alice Eve.

## Filmographie

### Cinéma
| Année | Titre                                         | Rôle                                | Note                           |
| ----- | --------------------------------------------- | ----------------------------------- | ------------------------------ |
| 2014  | 50 Kisses                                     | Anna                                | Segment : "Colton's Big Night" |
| 2015  | Mr. Holmes                                    | Matinee 'Ann Kelmot'                |                                |
| 2015  | Mission impossible : Rogue Nation             | Agent IMF au magasin de disques     |                                |
| 2016  | Orgueil et Préjugés et Zombies                | Cassandra Featherstone              |                                |
| 2016  | Fallen                                        | Gabrielle "Gabbe" Givens            |                                |
| 2017  | XXX: Reactivated                              | Ainsley                             |                                |
| 2017  | Bees Make Honey                               | Tatiana                             |                                |
| 2017  | Le Roi Arthur : La Légende d'Excalibur        | Syren                               |                                |
| 2017  | Star Wars, épisode VIII : Les Derniers Jedi   | Tallie Lintra, une pilote de A-Wing |                                |
| 2018  | Massacre au pensionnat (Slaughterhouse Rulez) | Clemsie Lawrence                    |                                |
| 2018  | Rust Creek                                    | Sawyer Scott                        |                                |
| 2019  | Sea Fever                                     | Siobhán                             |                                |
| 2021  | Braquage en or (The Misfits)                  | Hope Pace                           |                                |

### Télévision
| Année | Titre                        | Rôle                    | Notes                                             |
| ----- | ---------------------------- | ----------------------- | ------------------------------------------------- |
| 2016  | Les Enquêtes de Morse        | Cassie Watkins          | Saison 3 Épisode 3 : "Le mangeur d'hommes" (Prey) |
| 2017  | The Halcyon                  | Emma Garland            | 8 épisodes                                        |
| 2020  | We Hunt Together             | Frederica "Freddy" Lane | 6 épisodes                                        |
| 2025  | Outlander: Blood of My Blood | Julia Moriston          | 10 épisodes                                       |